# Leo Bersani
Pour les articles homonymes, voir Bersani.
Leo Bersani, né le 16 avril 1931 dans le Bronx à New York et mort le 20 février 2022 à Peoria en Arizona, est un professeur américain spécialiste de littérature française, qui a longtemps enseigné à l'université de Californie, Berkeley. Il fut invité par Michel Foucault, en 1982, à donner quatre conférences au Collège de France. Ses livres ont été traduits dans de nombreuses langues. Il est passé d’études centrées sur la littérature française à des recherches interdisciplinaires touchant à la psychanalyse, l’art, la théorie queer, la peinture et le cinéma (Le Mépris, Passion, Tout sur ma mère, Confidences trop intimes, etc.). Il collabore régulièrement à la revue de psychanalyse L'Unebévue.

## Ouvrages traduits en français
- Baudelaire et Freud, Paris, Seuil, 1981
- Théorie et Violence. Freud et l'art, Paris, Seuil, 1984
- Le rectum est-il une tombe ?, Paris, EPEL, 1998 (repris dans Sexthétique)
- Homos. Repenser l'identité, Paris, Odile Jacob, 1998 ; traduit de : Homos (Harvard Univ. Press, 1995)
- Les Secrets du Caravage (avec Ulysse Dutoit), Paris, EPEL, 2002
- Conférences Litter (Balzac et la sexualité ; Amour folle ; La pureté à corps perdu) avec Michael Lucey et David Halperin, Paris, EPEL, 2006
- La mort parfaite de Stéphane Mallarmé, Paris, EPEL, 2008
- Sexthétique, Paris, EPEL, 2011

## Citations
- « Quelle sorte de cohésion sociale et d'expression politique peut émerger de la sciente ignorance qui rassemble les corps de deux étrangers ? » (Homos, p.173)